# Проспект Суворова (Выборг)
Проспект Суворова — один из пяти проспектов Выборга. Пролегает от улицы Данилова до Ленинградского шоссе.

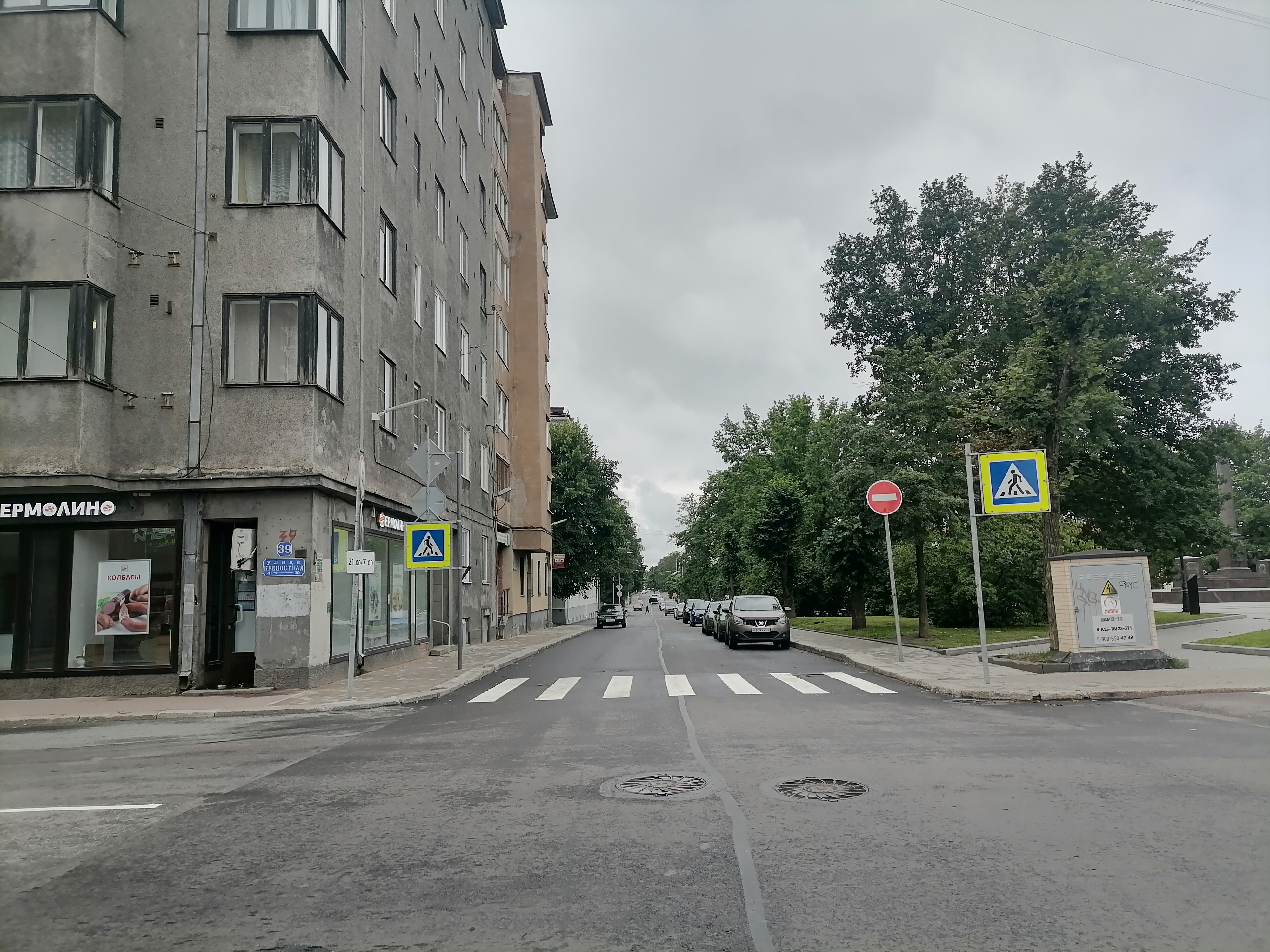
Вид проспекта в сторону Морской набережной

К проспекту примыкают Садовый сквер, площадь Выборгских Полков, парк имени Ленина и Красная площадь. Вопреки официальному статусу проспект к магистральным улицам Выборга не относится, отличаясь сравнительно узкой проезжей частью с односторонним движением.

## История
Территория, на которой проложен проспект, до 1860-х годов находилась за пределами города. В северной части она относилась к Петербургскому форштадту — предместью Выборга с нерегулярной деревянной застройкой, а южная была незаселённой заболоченной территорией. В 1861 году выборгским губернским землемером Б. О. Нюмальмом был разработан городской план, предусматривавший снос устаревших укреплений Рогатой крепости и формирование сети новых прямых улиц, разделивших территорию бывшего форштадта на участки правильной формы. Согласно плану старые и новые городские кварталы опоясывала цепь бульваров, включавшая современные парк имени Ленина, Садовую улицу, бульвар Кутузова и Первомайскую улицу. Но выполнение плана растянулось на многие годы. Многоэтажная застройка нечётной стороны будущего проспекта стала формироваться на рубеже XIX—XX веков, когда от проекта доведения парка до побережья Выборгского залива уже отказались. Значительная часть территории, предназначавшейся для разбивки бульваров, была превращена в плац со стадионом — Школьно-спортивную площадь, отделённую парком-эспланадой от площади Красного колодца.
Соединившая площади Вазаская улица (швед. Wasagatan или швед. Vasagatan, фин. Vaasankatu) получила имя в честь шведского короля Густава Вазы; с провозглашением независимости Финляндии официальным стал финский вариант названия.
Первой значительной постройкой на улице стал Аптечный дом, построенный в 1887—1888 годах в стиле неоренессанс по проекту архитектора Ф. Теслева. Позже в решении задачи оформления городских площадей путём застройки нечётной стороны улицы деятельное участие приняли архитекторы Б. И. Аминов, П. Уотила и А. Гюльден, спроектировавшие ряд жилых зданий в стиле финского национального романтизма. После перерыва 1920-х годов застройка продолжилась: появились здания в стиле функционализма, возведённые по проектам А. Аалто, О. Грипенберга и Р. Финниля. Тогда же, со строительством здания коммерческого и навигационного училища и благоустройством окружающей территории, в соответствии с генеральным планом Выборга 1929 года, разработанным архитектором О.-И. Меурманом, улица была продлена на юг, но исторически сложившаяся нумерация домов, начинающаяся от пересечения с Морской набережной, сохранилась.

План Выборга с предместьями 1802 года
На генеральном плане 1861 года хорошо видна цепь бульваров
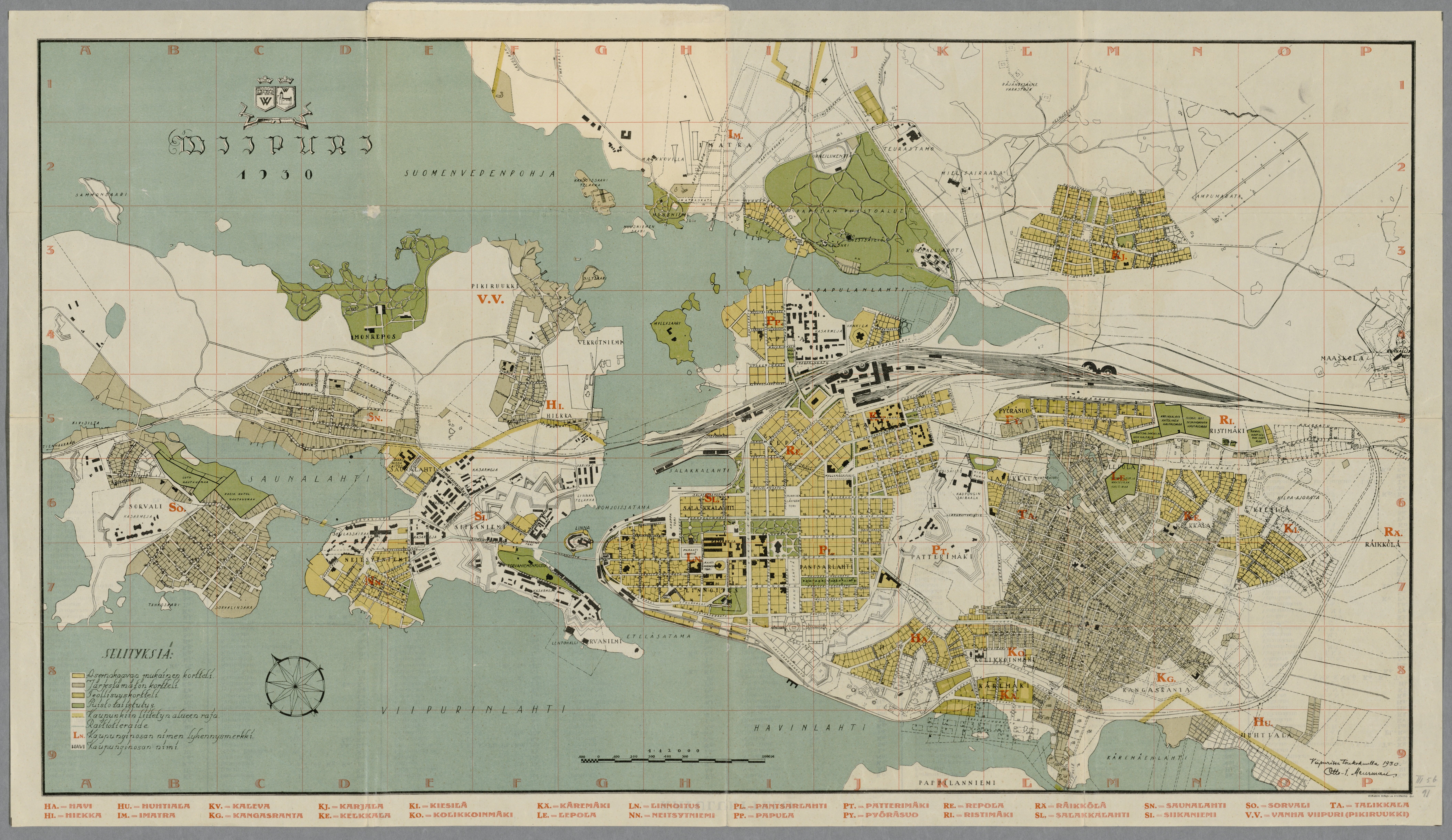
На плане Выборга 1930 года улица продлена на юг

Застройка улицы пострадала в результате советско-финских войн (1939—1944), но впоследствии была в основном восстановлена. С 1944 года, по итогам Выборгской наступательной операции, за улицей закрепилось название «Суворовский проспект» в честь А. В. Суворова, который неоднократно (в 1773, 1791—1792 и 1795 годах) бывал в Выборге в связи с командованием войсками в русской Финляндии. Суворовской стала называться и примыкающая к проспекту площадь. В послевоенное время власти вернулись к идее её озеленения, превратив в сквер северную часть площади (ныне площадь Выборгских Полков). До 1957 года проспект входил в маршрут Выборгского трамвая.
С 2008 года, после разделения всей территории Выборга на микрорайоны, проспект относится к Центральному микрорайону города.
Долгое время параллельно употреблялись две формы названия проспекта: Суворовский и проспект Суворова (что нашло отражение на табличках с номерами домов), но с утверждением в 2008 году реестра геонимов Выборга официальным стал последний вариант.

## Памятники
- Статуя «Пограничникам Выборгских рубежей» у здания управления Пограничной службы (2015 год)
- Мемориальный знак «Площадь Выборгских Полков» (1999 год)
- Стела «Город воинской славы» (2011 год)
- Памятная доска, посвящённая пограничнику А. С. Саенко, на Аптечном доме (2021 год)
- Памятник Ленину (1957 год)

## Изображения
Большая часть зданий, расположенных на проспекте, внесена в реестр объектов культурного наследия в качестве архитектурных памятников.

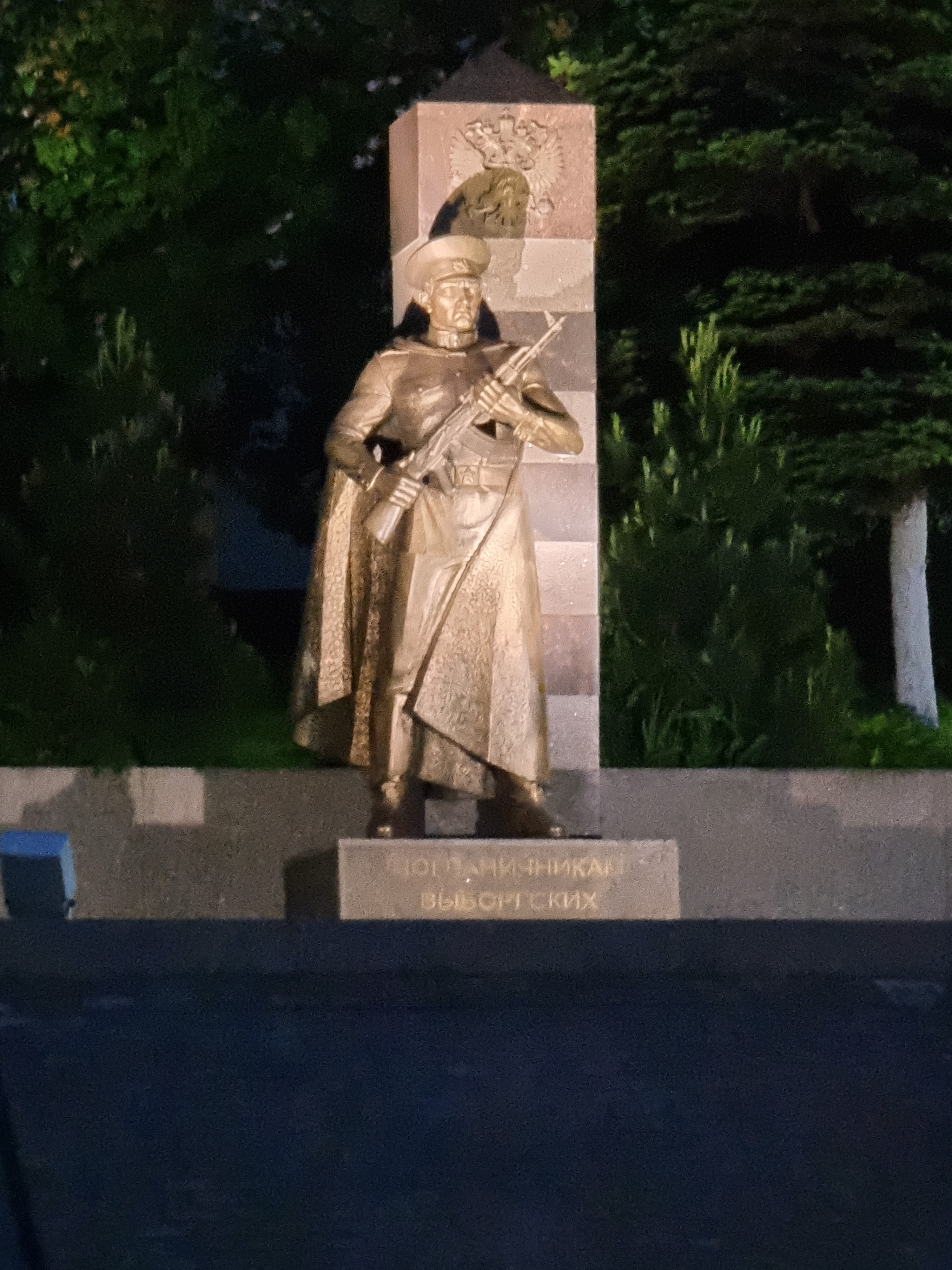
Статуя «Пограничникам Выборгских рубежей»
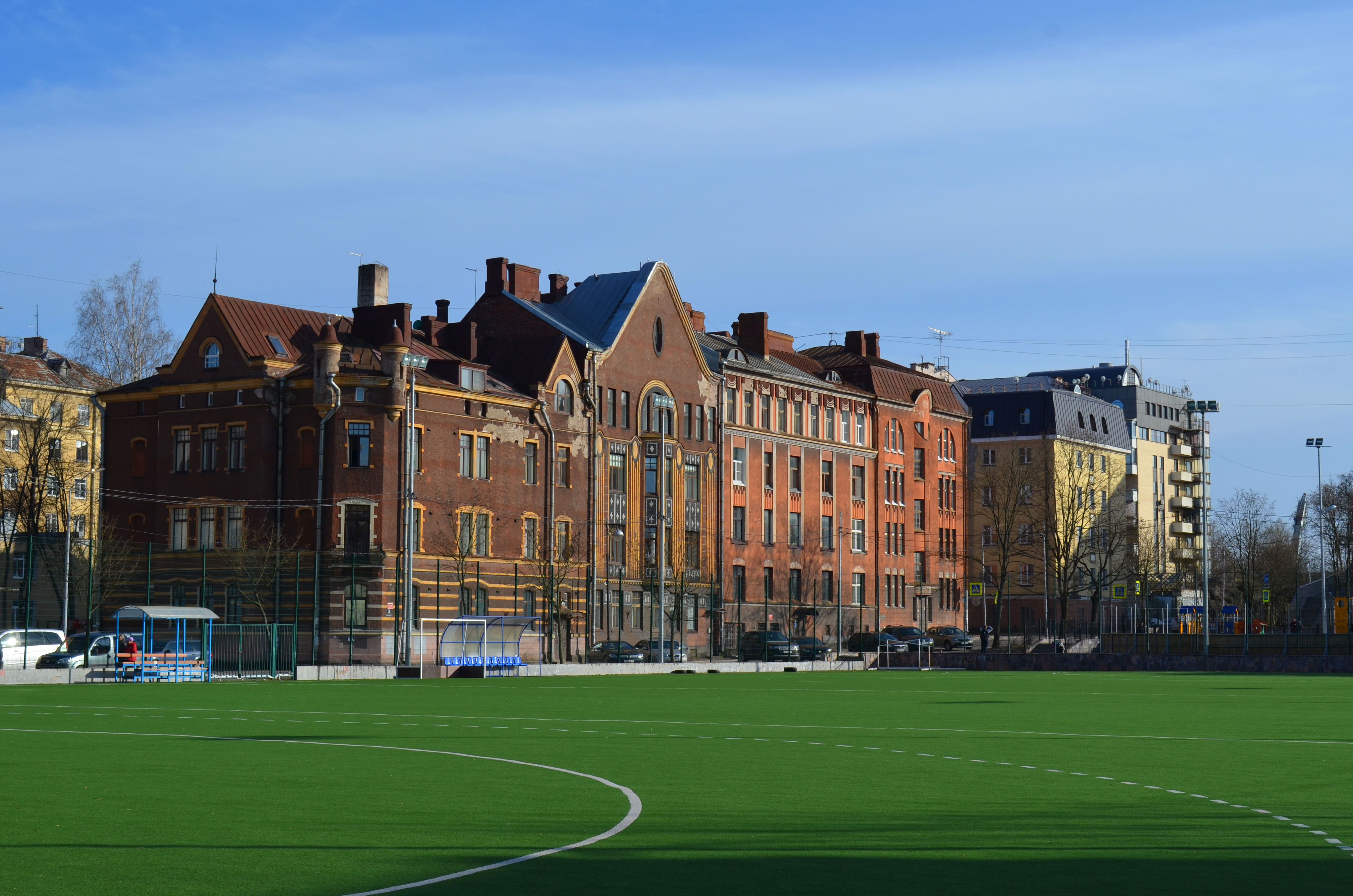
Жилые дома № 1, № 3
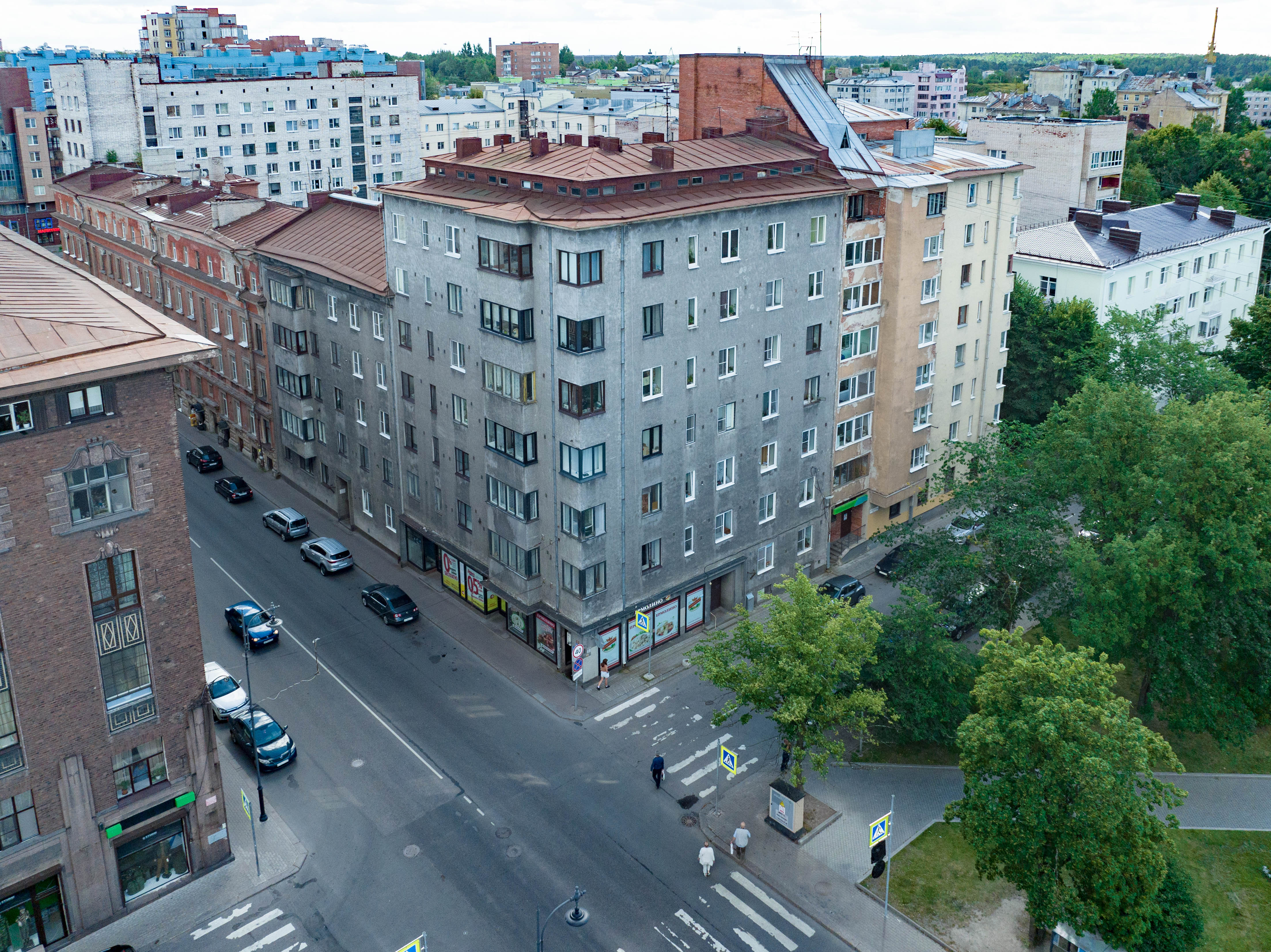
Жилой дом на углу с Крепостной улицей
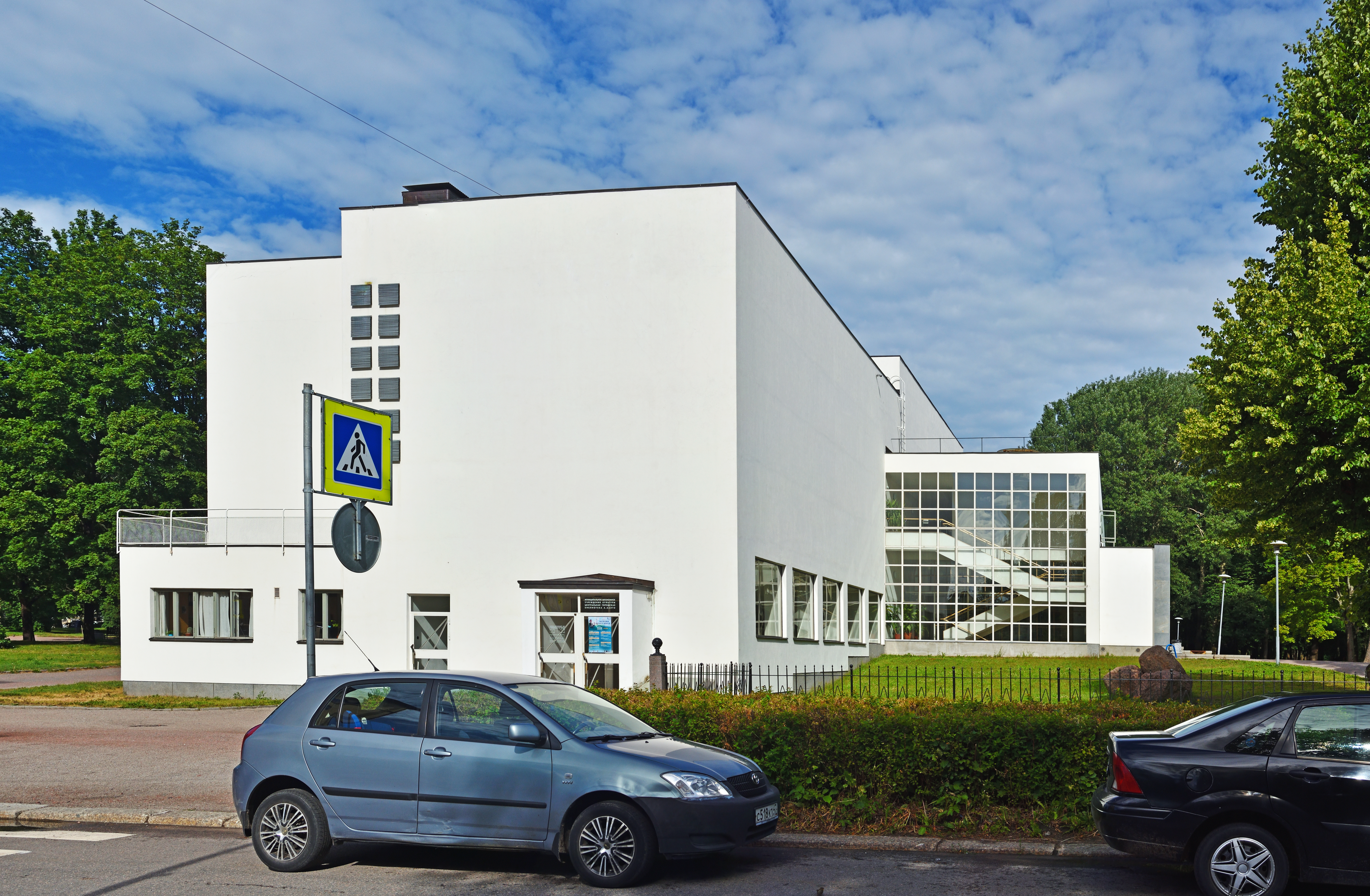
Дом № 4 — библиотека Алвара Аалто
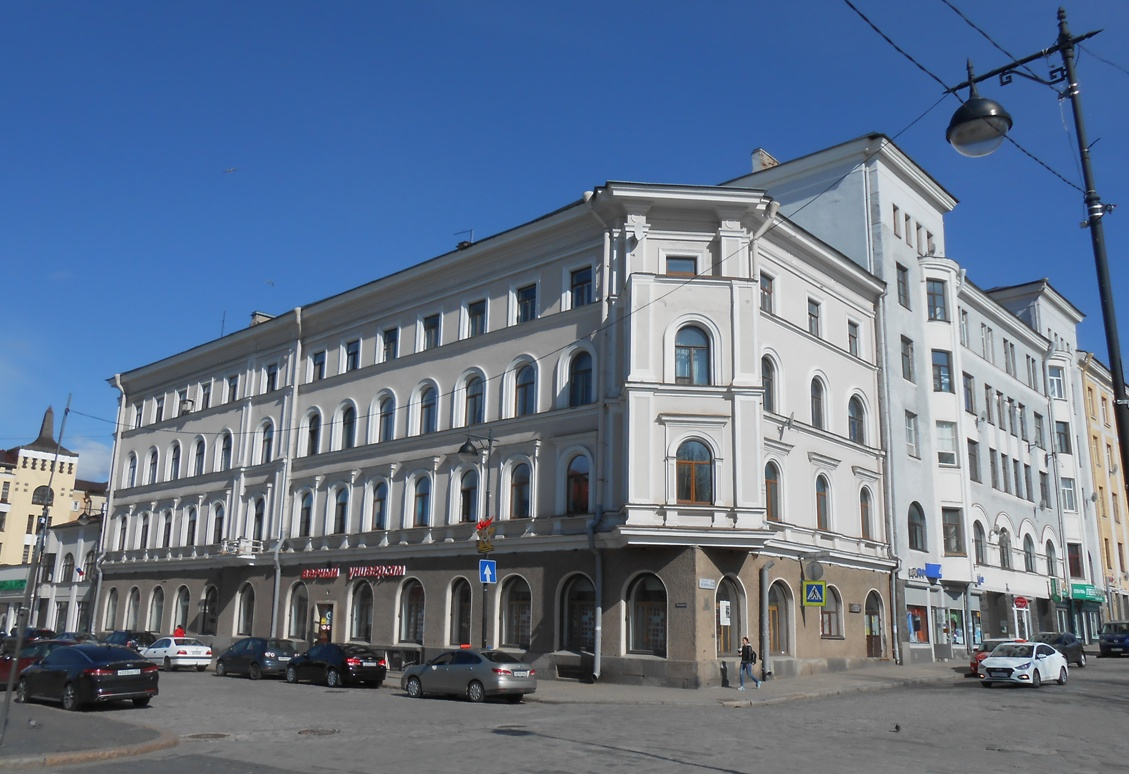
Аптечный дом
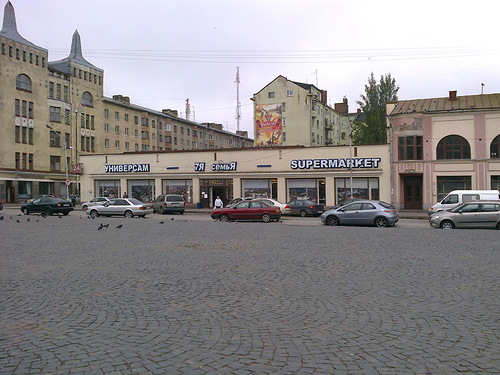
Дом № 23
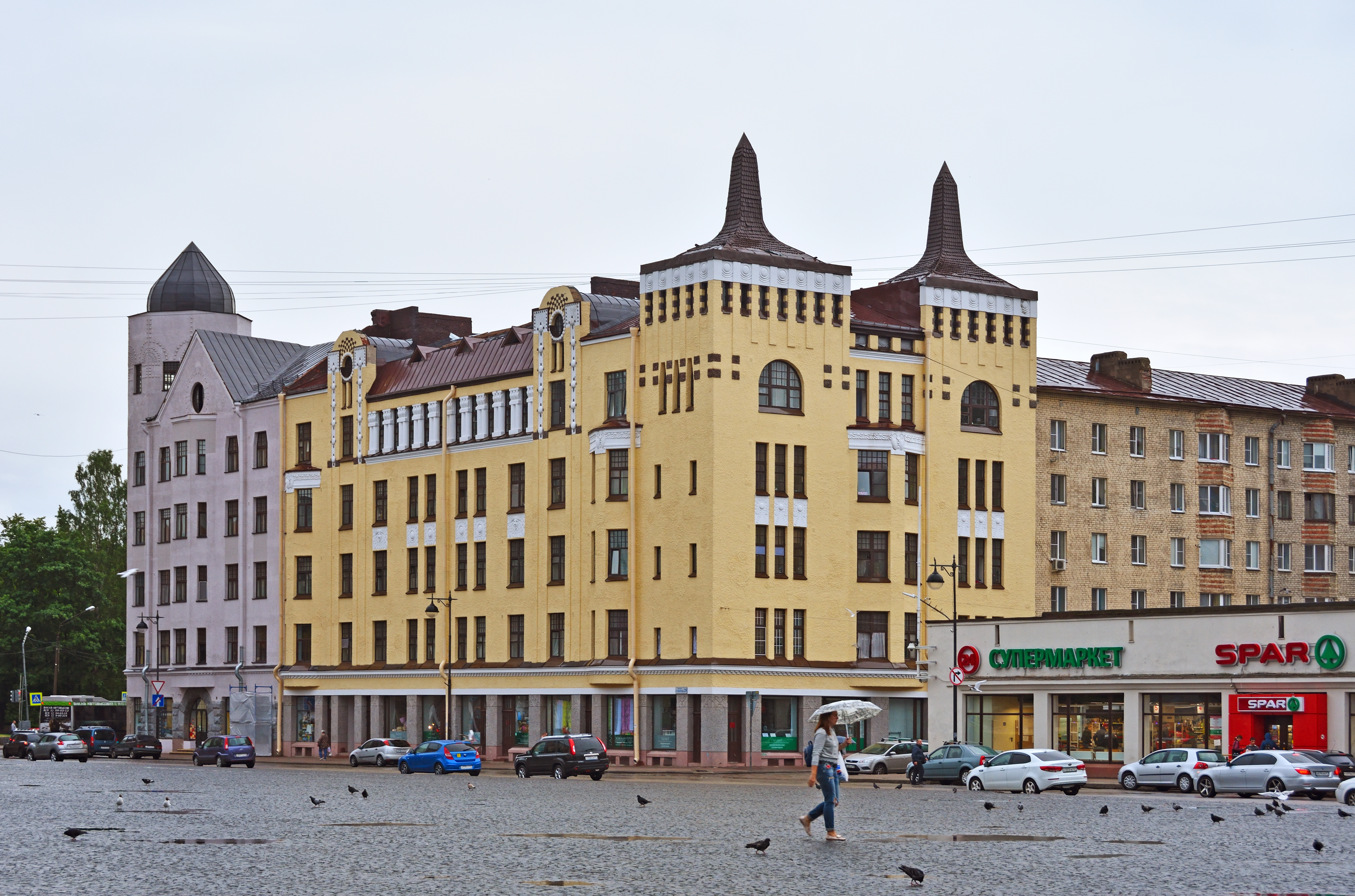
Дом купца Москвина — № 25